# Crkva sv. Vida na Vidovoj gori
Crkva sv. Vida je rimokatolička crkva na Vidovoj gori, na području općine Nerežišća. Nalazi se na vrhu, oko 50 metara zapadno od križa Kristu Otkupitelju. Crkvica, danas ruševina, datira iz 13. stoljeća i građena je u romaničkom stilu. Dvjestotinjak metara istočno su vidikovac, konoba i televizijski repetitor Vidova gora ka istoku, zatim ostatci ilirske gradine.

## Opis
Crkvica je jednobrodna građevina s polukružnom apsidom i prizidanim pilastrima uz bočne zidove. Ubraja se u predromaničke crkvice ožbukane unutrašnjosti. Ograđena je kružnim cinktorom u suhozidu.

## Zaštita
Pod oznakom Z-5138 zavedena je kao nepokretno kulturno dobro - pojedinačno, pravna statusa zaštićena kulturnog dobra, klasificirano kao "sakralne građevine".